# Fresnay-le-Long

Fresnay-le-Long este o comună în departamentul Seine-Maritime, Franța. În 1 ianuarie 2022 avea o populație de 333 de locuitori.